# Ammonia Avenue
Ammonia Avenue ist eines der kommerziell erfolgreichsten Alben der britischen Band The Alan Parsons Project und wurde am 9. Dezember 1983 veröffentlicht. Ammonia Avenue war ursprünglich in Form eines Doppelalbums geplant, wobei das Material zu Vulture Culture die zweite LP darstellen sollte.
Die erste Single-Auskoppelung war Don’t Answer Me. Prime Time, die zweite Auskopplung, kam in den USA in die Top 40. Since the Last Goodbye und You Don’t Believe waren ebenfalls kleinere Hits. Für Don’t Answer Me und Prime Time wurden 1984 Musikvideos produziert, ersteres mit Animationen von Michael William Kaluta. Don’t Answer Me war zudem das erste Musikvideo, das durchgehend animiert war.
Der Titel Ammonia Avenue wurde von einem Besuch Eric Woolfsons bei Imperial Chemical Industries (ICI) in Billingham inspiriert, wo das Erste, was ihm zu Gesicht kam, weder Menschen noch Bäume waren, sondern eine Straße mit kilometerlangen Rohren und ein Schild, auf dem Ammonia Avenue zu lesen war. Das Album setzt seinen konzeptionellen Schwerpunkt auf die möglichen Missverständnisse industriell-wissenschaftlicher Entwicklungen aus Sicht der Allgemeinbevölkerung sowie auf den Mangel an Verständnis, das dieser von wissenschaftlicher Seite aus zuteilwird.

## Titelliste
Alle Titel von Alan Parsons und Eric Woolfson.
1. Prime Time – 5:03
2. Let Me Go Home – 3:20
3. One Good Reason – 3:36
4. Since the Last Goodbye – 4:34
5. Don’t Answer Me – 4:11
6. Dancing on a Highwire – 4:22
7. You Don’t Believe – 4:26
8. Pipeline (instrumental) – 3:56
9. Ammonia Avenue – 6:30

Ammonia Avenue wurde 2008 remastert und mit folgenden Bonustracks wiederveröffentlicht:
1. Don’t Answer Me [Early Rough Mix]
2. You Don’t Believe [Demo]
3. Since the Last Goodbye [Chris Rainbow Vocal Overdubs]
4. Since the Last Goodbye [Eric Guide Vocal – Rough Mix]
5. You Don’t Believe [Instrumental Tribute to The Shadows]
6. Dancing on a Highwire/Spotlight [Work in Progress]
7. Ammonia Avenue Part 1 [Eric Demo Vocal – Rough Mix]
8. Ammonia Avenue [Orchestral Overdub]

## Rezeption
„[K]alt und tot wie ein Iglo-Fischstäbchen, durchkonstruiert und oberflächlich wie ein Werbespot“, schrieb Hermann Haring im Musikexpress. Das Fehlen von Wärme und Lebendigkeit in den Liedern gemahnte ihn an einen „IBM-Großcomputer“ und schlug mit nur zwei (von sechs möglichen) Punkten zu Buche.

## Kommerzieller Erfolg

### Chartplatzierungen
| ChartsChartplatzierungen       | Höchstplatzierung | Wochen/ Monate |
| ------------------------------ | ----------------- | -------------- |
| Deutschland (GfK)              | 1 (28 Wo.)        | 28 Wo.         |
| Österreich (Ö3)                | 5 (3,5 Mt.)       | 3,5 Mt.        |
| Schweiz (IFPI)                 | 1 (23 Wo.)        | 23 Wo.         |
| Vereinigte Staaten (Billboard) | 15 (26 Wo.)       | 26 Wo.         |
| Vereinigtes Königreich (OCC)   | 24 (8 Wo.)        | 8 Wo.          |

| ChartsJahrescharts (1984) | Platzierung |
| ------------------------- | ----------- |
| Deutschland (GfK)         | 11          |
| Österreich (Ö3)           | 25          |

### Auszeichnungen für Musikverkäufe
| Land/Region               | Auszeichnungen für Musikverkäufe (Land/Region, Auszeichnung, Verkäufe) | Verkäufe  |
| ------------------------- | ---------------------------------------------------------------------- | --------- |
| Deutschland (BVMI)        | Gold                                                                   | 250.000   |
| Frankreich (SNEP)         | Platin                                                                 | 400.000   |
| Kanada (MC)               | Gold                                                                   | 50.000    |
| Neuseeland (RMNZ)         | Gold                                                                   | 10.000    |
| Niederlande (NVPI)        | Gold                                                                   | 50.000    |
| Vereinigte Staaten (RIAA) | Gold                                                                   | 500.000   |
| Insgesamt                 | 5× Gold · 1× Platin ·                                                  | 1.260.000 |